# Bohušovice nad Ohří (stacja kolejowa)
Bohušovice nad Ohří – stacja kolejowa w miejscowości Bohušovice nad Ohří, w kraju usteckim, w Czechach. Znajduje się na wysokości 155 m n.p.m.
Jest zarządzana przez Správę železnic. Na stacji znajdują się kasy biletowe, na których istnieje możliwość zakupu biletów na wszystkie pociągi w tym międzynarodowe oraz rezerwacji miejsc.

## Linie kolejowe
- 090 Kralupy nad Vltavou - Ústí nad Labem - Děčín